# Burg Wissem

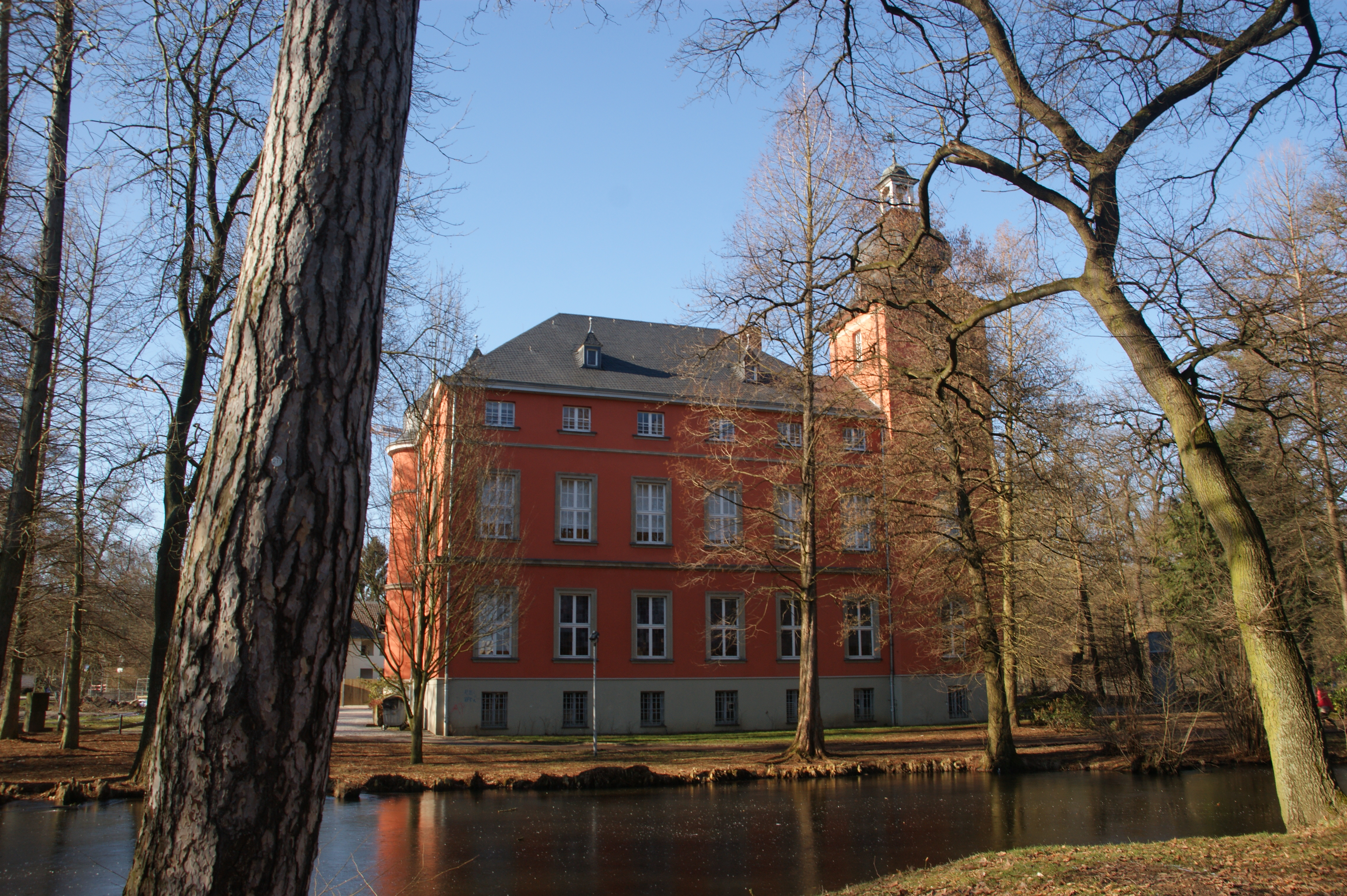
Herrenhaus der Burg Wissem

Die Burg Wissem, früher auch freiadliges und landtagfähiges Hofgut „Wiesheim“ genannt, ist eine Burg in Troisdorf-Mitte. Die ursprünglich als Wasserburg erbaute Hofanlage geht auf die karolingische Zeit zurück.
Wissem ist eine langgestreckte, an der Westseite offene Rechteckanlage, deren Wasserumwehrung heute nur noch teilweise erhalten ist. Zwei in der Diagonale korrespondierende Ecktürme ergänzen die Anlage. Nach 1840 wurde das Herrenhaus gebaut, das 1954/1955 renoviert und restauriert wurde. Es liegt auf der Südseite der Anlage und wurde als zweigeschossiger klassizistischer Putzbau errichtet.
Die Ostseite nimmt ein langer Bruchsteintrakt von ca. 1550 ein. Hier, in der Remise, finden regelmäßig Ausstellungen und Konzerte statt. Die im Krieg beschädigten Ziegeltrakte des 18. Jahrhunderts an der Nord- und Westseite wurden 1962 durch Neubauten ersetzt; erhalten blieb das übergiebelte Hausstein-Portal von 1741 an einem neu errichteten Torbau. Die öffentliche Förderung durch die Regionale 2010 ermöglichte in den Jahren 2010 bis 2012 einen Um- und Neubau des Westflügels.

## Denkmalschutz
Burg Wissem steht als Baudenkmal unter Denkmalschutz.

## Geschichte
Erster namentlich überlieferter Besitzer war 1435 Rembold von Plettenberg. Durch Erbfall ging das Anwesen 1511 von den Plettenbergs an Johann aus dem Adelsgeschlecht derer von Zweiffel über. Sein Sohn Caspar ließ ab 1548 Haus Wissem erneuern und baute die so genannte Vorburg (Remise), die bis heute erhalten ist. Durch die Heirat von Johann Franz Gerhard von Cortenbach mit Anna Klara von Zweiffel kam das Anwesen 1646 in den Besitz derer von  Cortenbach, 1784 durch Erbvertrag an Johann Ernst von  Landsberg zu Olpe, dann an Franz Bernhard von Hocherbach. 1826 erbte Friedrich von Hövel die Burg und verkaufte sie nach zwei Jahren an Ernst August von Beust. Von ihm erwarb Freiherr Clemens von Loë das Anwesen im Jahr 1833. 1939 wurde das Anwesen von dessen Nachfahren an die Gemeinde Troisdorf verkauft. Von 1945 bis 1981 diente das Haus als Rathaus.
1855 wurde der Maler und Dominikanerpater Eduard Heinrich Knackfuss in Burg Wissem geboren.

## Nutzung
Seit 1982 beherbergt die Burg Wissem das in Europa einzige Museum für Bilderbuchkunst und Jugendbuchillustration. Die Illustrationssammlung des Museums gibt einen Überblick über die wichtigsten Strömungen und Stile der Bilderbuchillustration der letzten 100 Jahre. 2001/2002 wurde das Turmzimmer der Burg mit Hilfe einer finanziellen Unterstützung von Heinz Murmann ausgebaut und dort unter anderem die Geerte-Murmann-Schmökerstube für Kinder als Teil des Museums eingerichtet.
Im Park ist 2002 auf Initiative der „Kreativ-Werkstatt Troisdorf“ ein Erfahrungsfeld zur Entfaltung der Sinne entstanden. An den vierzehn Stationen können basierend auf Ideen von Hugo Kükelhaus die menschlichen Sinne geschärft werden.
2012 wurde dieses kulturelle Angebot erweitert. Im Rahmen der Regionale 2010 kamen ein Portal zur Wahner Heide, das „Museum für Stadt- und Industriegeschichte Troisdorf“ (MUSIT), KennenLernenUmwelt (KLU), ein neues Trauzimmer, die Kreativwerkstatt, Räume für den Heimat- und Geschichtsverein, die „Heinz Müller Stiftung“, ein Restaurant und die Touristeninformation hinzu. Die an das Bilderbuchmuseum angegliederte Literatur- und Kunstwerkstatt bietet den Grundschulen der Region im Rahmen des Projektes KennenLernenUmwelt außerschulische Programme an.
Der Westflügel beheimatet jetzt das Portal zur Wahner Heide, das mit der Ausstellung Natur erzählt Geschichte(n), Fachvorträgen und einem Infodesk den Besuchern das Naturschutzgebiet näher bringt.